# Bernard Thévenet

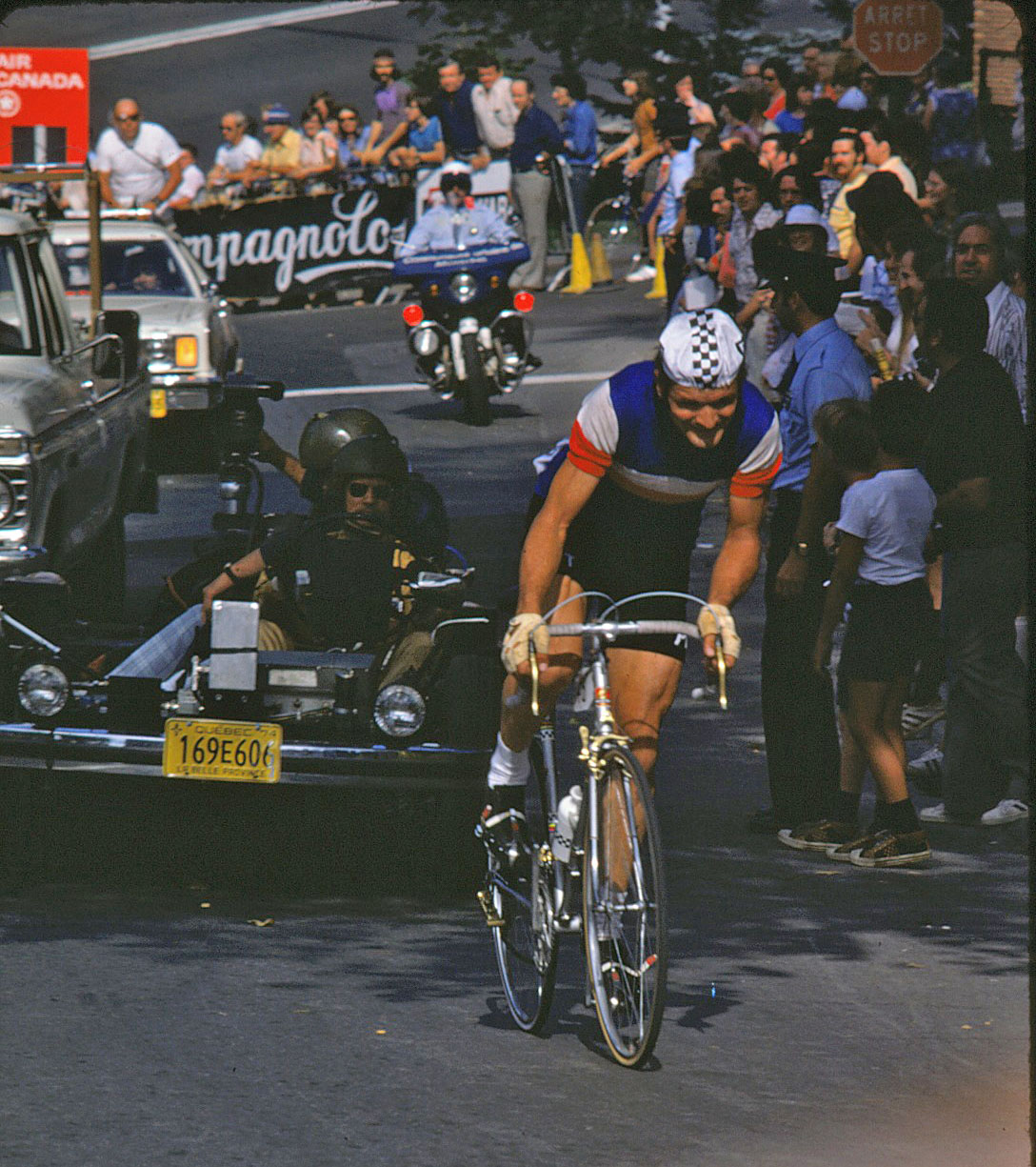
Bernard Thévenet em Montreal 1974

Bernard Thévenet (Saint-Julien-de-Civry, França, 10 de Janeiro de 1948) é um ex-ciclista profissional. 
Thévenet nasceu em uma família de fazendeiros da Borgonha e tornou-se vencedor de ciclismo juvenil da França. Participou pela primeira vez do Tour de France em 1970.
Venceu esta prova por duas vezes, edições de 1975 e 1977 e é conhecido por ter quebrado o ciclo de vitórias do pentacampeão Eddy Merckx no torneio. Ele também venceu o Dauphiné Libéré duas vezes, em 1976 e 1977.
Após apresentar problemas sérios com suas glândulas supra-renais, ele admitiu que fez uso de esteroides anabolizantes e pediu um fim às drogas no esporte. 